# Keystone, Iowa
Keystone là một thành phố thuộc quận Benton, tiểu bang Iowa, Hoa Kỳ. Năm 2010, dân số của thành phố này là 622 người.

## Dân số
Dân số qua các năm:
- Năm 2000: 687 người.
- Năm 2010: 622 người.